# レバークネーデル・ズッペ

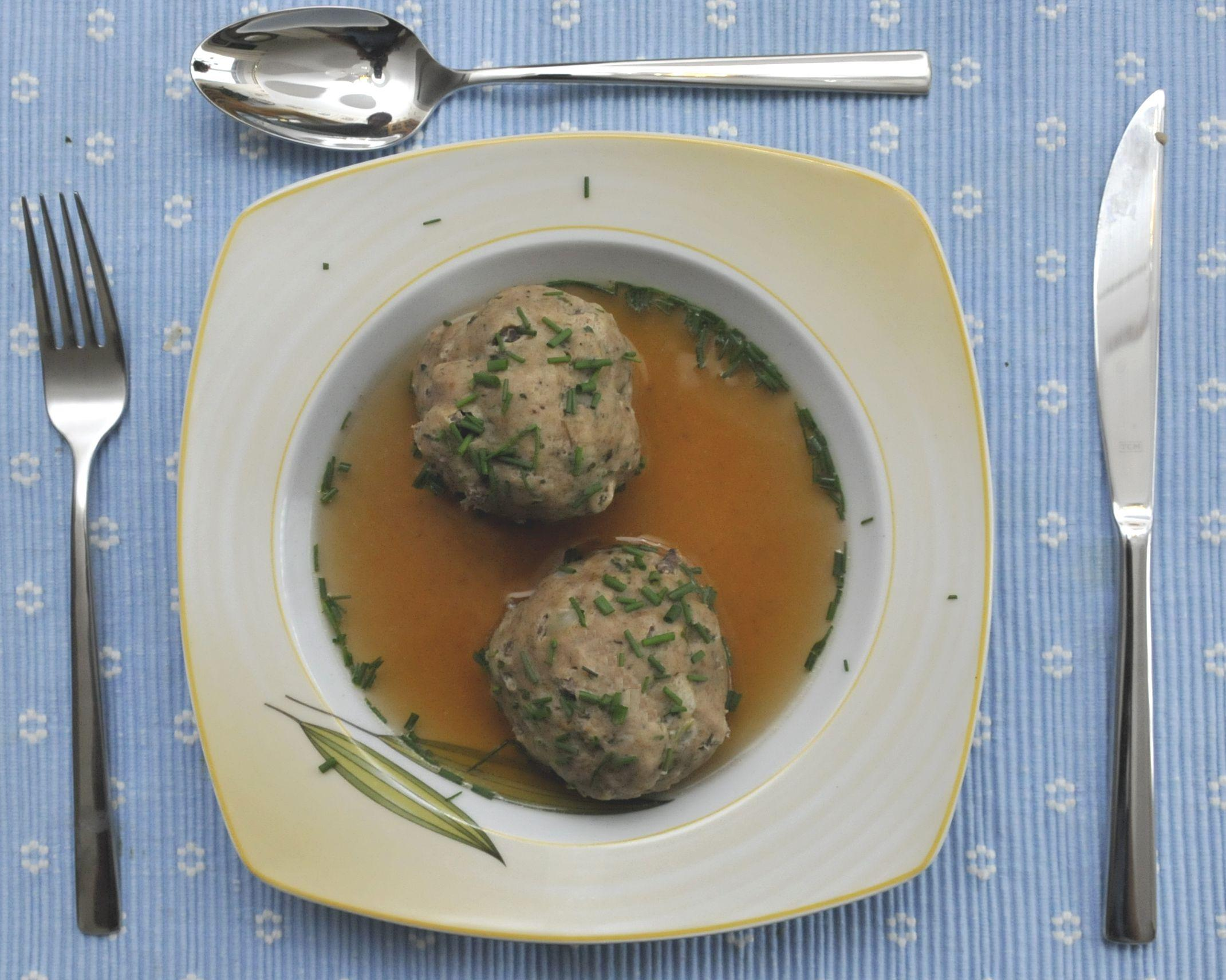
レバークネーデルズッペ

レバークネーデルズッペとは、中央ヨーロッパで一般的な肝臓団子のスープ料理である。ドイツやオーストリアではレバークネーデルズッペ（独: Leberknödelsuppe [ˈleːbəknøːdlzʊpə]）、ハンガリーやルーマニア領トランシルヴァニアではマーイゴンボーツレヴェシュ（洪: májgombócleves [ˈmɑ̈ːjgomboːt͡slevɛʃ]）、チェコでは（チェコ語: polévka s játrovými knedlíčky）、スロヴァキアでは（斯: Polievka s pečeňovými knedličkami）と呼ばれる。
レバーやマーイは肝臓、クネーデル（クロースともいう）やゴンボーツは団子のことである。レバークネーデルやマーイゴンボーツは「レバーを含んだ団子」、ズッペやレヴェシュはスープを意味している。
ドイツ南部からオーストリアにかけてはレバーシュペッツレ・ズッペというバリエーションも存在する。これはレバー生地を団子状ではなく、シュペッツレに似た麺状に成型したものである。